# Huernia erectiloba
Huernia erectiloba är en oleanderväxtart som beskrevs av Leach och Lavranos. Huernia erectiloba ingår i släktet Huernia och familjen oleanderväxter. Inga underarter finns listade i Catalogue of Life.